# Збој
Збој (слч. Zboj) насељено је мјесто са административним статусом сеоске општине (слч. obec) у округу Сњина, у Прешовском крају, Словачка Република.

## Становништво
| Година:    | 1994. | 2004.    | 2014.    | 2024.    |
| ---------- | ----- | -------- | -------- | -------- |
| Број људи: | 584   | 451      | 349      | 257      |
| Разлика:   |       | -22,77 % | -22,61 % | -26,36 % |

| Година:    | 2023. | 2024.   |
| ---------- | ----- | ------- |
| Број људи: | 261   | 257     |
| Разлика:   |       | -1,53 % |

Према подацима о броју становника из 2024. године насеље је имало 257 становника.